# Capri (eiland)
Capri is een eiland gelegen in de baai van Napels. Het ligt in de Italiaanse regio Campania en meet 10,36 km². Capri is bergachtig met steile kliffen, maar ook vlakke stukken. Het hoogste punt is de Monte Solaro (589 meter). Er zijn twee dorpen: Capri en Anacapri.
Capri is door de eeuwen heen vaak een toeristische bestemming geweest. In de zomer wordt het eiland druk bezocht door zowel Italiaanse als buitenlandse toeristen. Het eiland kent twaalf kerken en zeven musea, maar de bekendste attractie is de Blauwe Grot. Verder worden er elk jaar veel festivals gehouden, waaronder een internationaal filmfestival.

## Geschiedenis
Er zijn verschillende archeologische vindplaatsen waaruit blijkt dat het eiland al tijdens het Neolithicum bewoond werd. Waar de naam Capri vandaan komt is niet helemaal bekend. Ooit verbleven hier de Grieken die het mogelijk de naam Kapros gaven, vanwege de wilde zwijnen. Een andere theorie stelt dat de naam is afgeleid van het Latijnse Capreae (geiten). Ook zou het van het Etruskische woord voor rotsen kunnen zijn afgeleid. Het is echter de vraag of de Etrusken ooit op het eiland geleefd hebben.
Het eiland is sinds de Romeinse oudheid geliefd vanwege zijn schoonheid en fraaie uitzichten. Keizer Augustus was er in 24 v.Chr. en keizer Tiberius heeft tijdens zijn regeerperiode lange tijd op het eiland gewoond en van hieruit Rome bestuurd (van 27 tot 37 n.Chr.). Hij liet een aantal villa's op het eiland bouwen, waaronder Villa Jovis en Villa Damecuta, waarvan de ruïnes nog steeds te zien zijn.
Na de Val van het West-Romeinse Rijk werd het eiland eerst onderdeel van Napels en in 866 van Amalfi. Lange tijd lag het belangrijkste dorp op de plek waar nu ongeveer Marina Grande ligt. Doordat Capri geteisterd werd door piraten en kapers gingen de bewoners hogerop wonen, in de dorpen Capri en Anacapri. Khair ad-Din (ook bekend als Barbarossa) plunderde het eiland zeven keer. In 1535 bezette hij het zelfs. In 1553 werd Capri ingenomen door Turgut Reis. Pas in 1830 verdween de dreiging van piraten.
In de 17e eeuw bezocht de Franse schrijver Jean-Jacques Bouchard Capri. Hij wordt wel gezien als de eerste moderne toerist. Hij maakte een uitgebreide beschrijving van het eiland. Van 1808 tot 1813 werd het eiland bezet door de troepen van Napoleon. Hierna kwam het eiland weer in handen van koning Ferdinand I van het Koninkrijk der Beide Siciliën.
Vanaf de tweede helft van de 19e eeuw werd het eiland een toeristische bestemming. Veel schrijvers begonnen het eiland te bezoeken en een aantal bekende romans speelden zich op het eiland af. In 1845 werd een sanatorium geopend dat vanaf 1861 verderging als Grand Hotel Quisisana. Begin 20e eeuw werd Capri een toevluchtsoord voor lesbische vrouwen. In die tijd dreigde het eiland ook steeds meer bebouwd te worden. De lokale politiek greep in door de bouw aan banden te leggen waardoor het eiland redelijk groen bleef en het geen hoogbouw kreeg. Begin 21e eeuw werd Villa Lysis verbouwd tot museum en werd het natuurgebied Parco Filosofico gesticht.

## Bezienswaardigheden

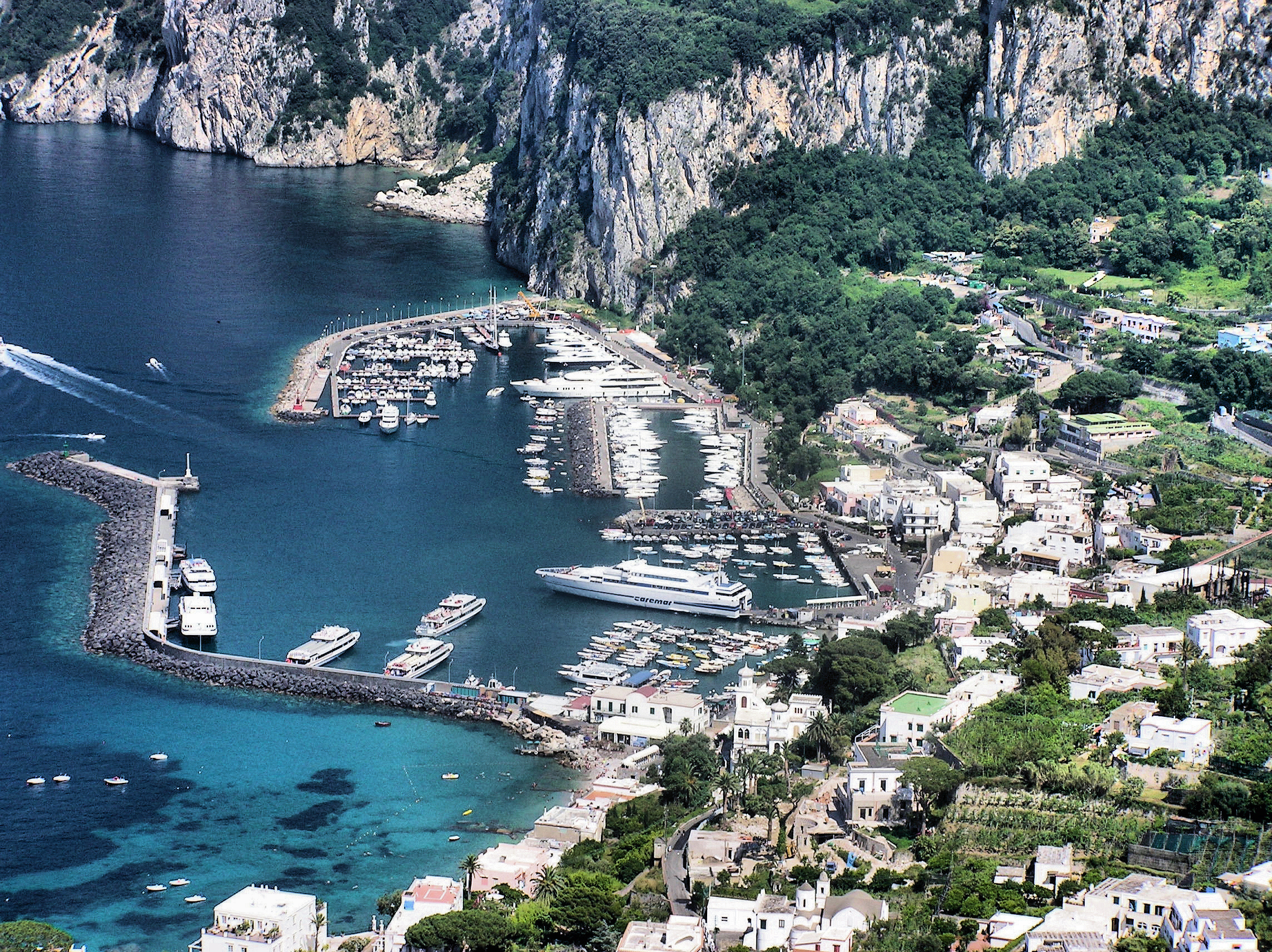
Marina Grande, de haven van Capri

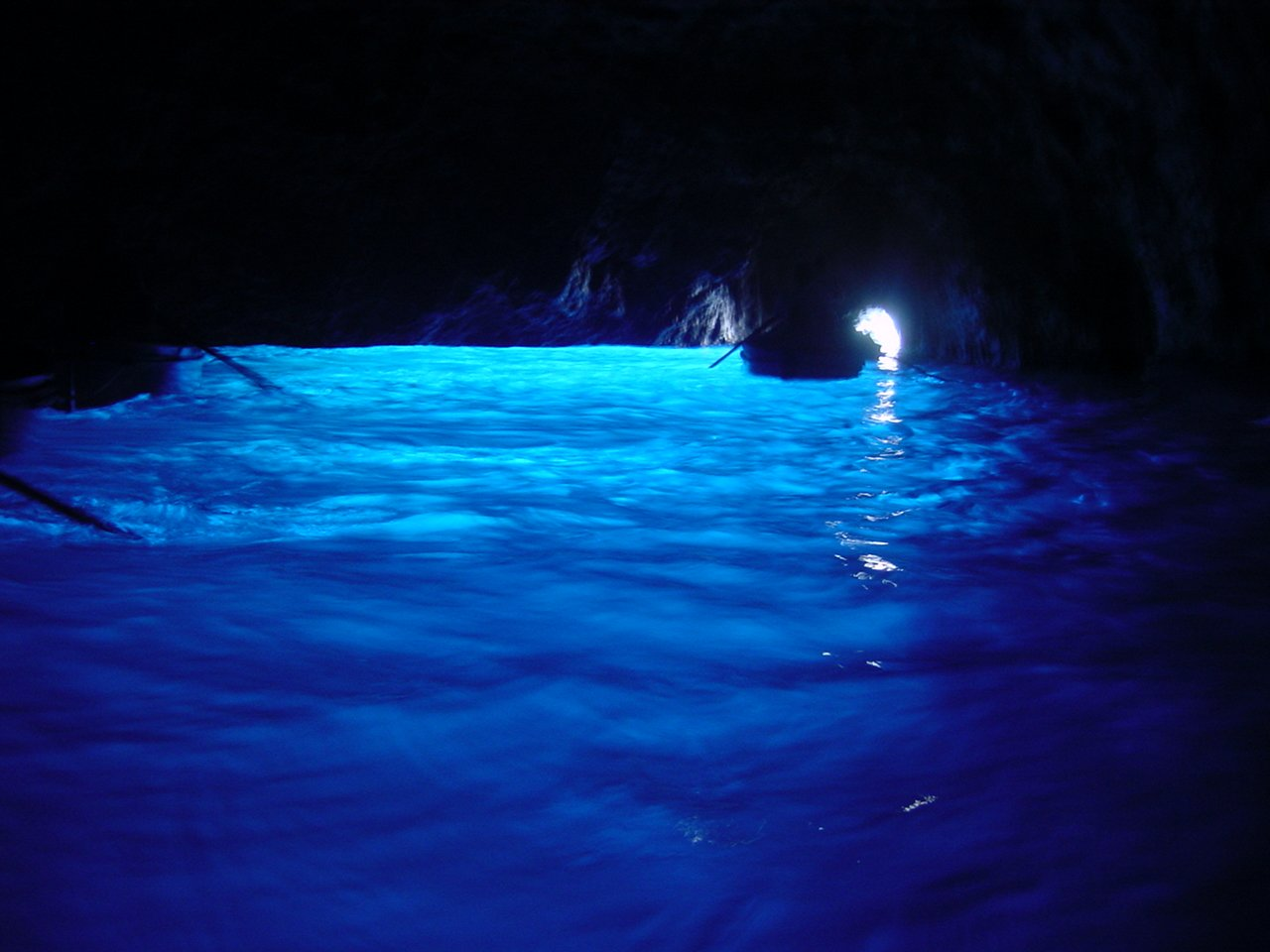
De Grotta Azzurra van binnen

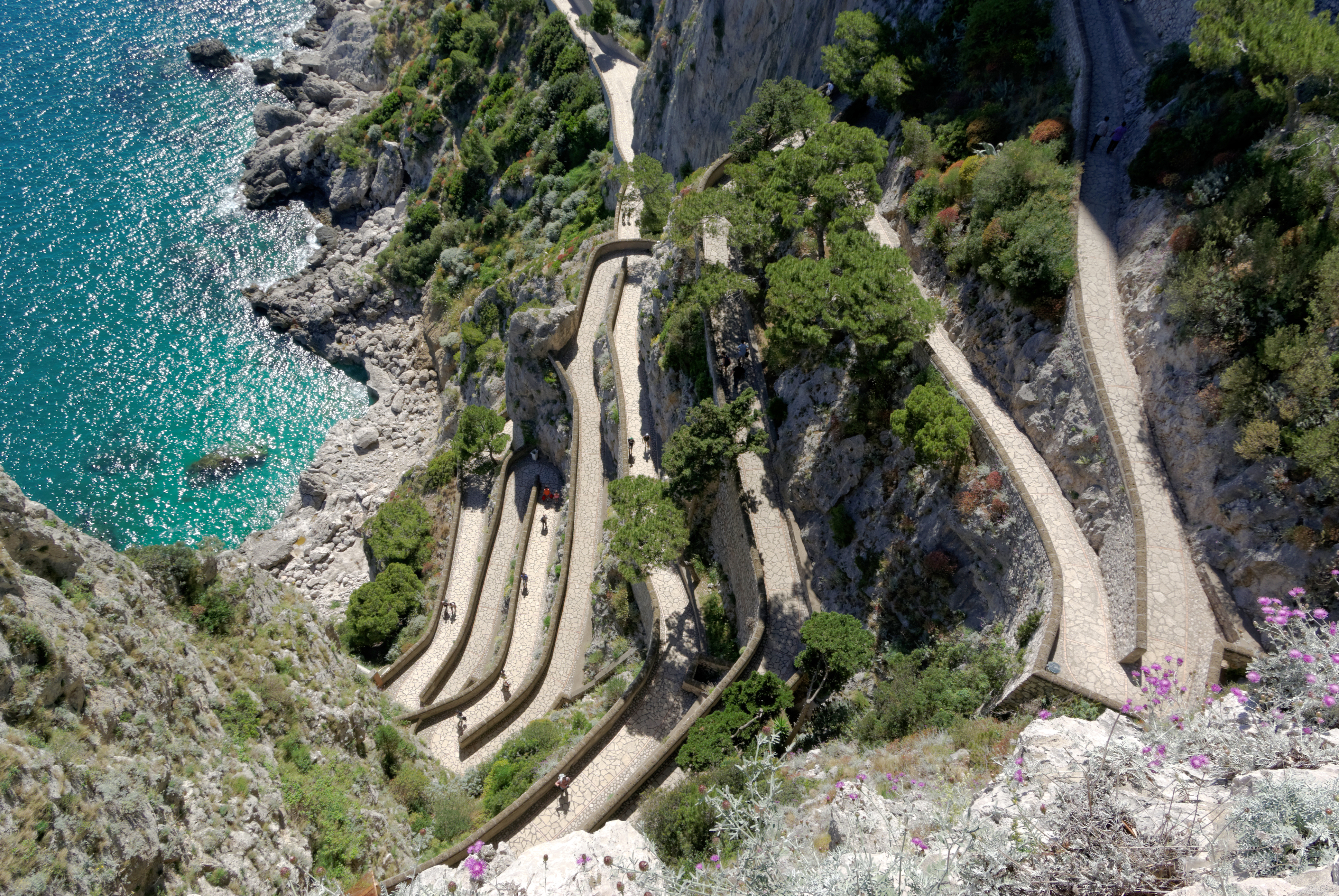
Via Krupp

- Grotta Azzurra, de blauwe grot, is de bekendste attractie van het eiland.
- Marina Grande, is de haven aan de noordzijde. Het is de belangrijkste haven, waar de meeste schepen arriveren en waar ook een boot naar de Grotta Azurra vaart.
- Capri-stad is de hoofdplaats. Deze ligt een stuk hoger en is bereikbaar met een kabelspoorweg vanuit Marina Grande. Het plein, met uitzicht over zee heet La piazzetta.
- Certosa di San Giacomo, een kartuizerklooster uit de 14e eeuw. Het ligt ten zuiden van Capri-stad. De plek biedt uitzicht op onder andere Marina Piccola, het enige kleine haventje aan de zuidzijde. Aan deze kust zou Odysseus zijn verleid door sirenen (halfgoddelijke wezens met een vogellichaam en een vrouwenhoofd).
- Marina Piccola, een kleine haven aan de zuidzijde
- Via Krupp, een wandelpad langs de steile rotsen die de zuidkant van Capri-stad met Marina Piccola verbindt.
- Anacapri is de tweede plaats op het eiland. Het dorpje ligt nog hoger dan Capri-stad.
- Casa Rossa, een klein museum in Anacapri, gebouwd in eclectische stijl. Het is tegenwoordig een museum met een collectie schilderijen over Capri.
- Monte Solaro, de hoogste berg van het eiland met mooi uitzicht. Bereikbaar vanuit Anacapri met een stoeltjeslift.
- Faraglioni, een uitzichtpunt vanwaar men drie enorme rotspunten in zee kan zien
- ruïnes van Romeinse villa's
- museum de Villa San Michele, met een rode granieten sfinx hoog gelegen op het eiland en uitziend over de baai. Het werd opgebouwd uit de restanten van het voormalige paleis van keizer Tiberius door de Zweedse arts Axel Munthe. Munthe verwierf internationale bekendheid met zijn levensverhaal Het verhaal van San Michele. De opbrengst van het boek, dat met 32 miljoen exemplaren in 45 talen doorgaat voor de bestverkochte roman van de twintigste eeuw, gebruikte hij voor de aankoop van de Monte Barbarossa, een locatie op Capri waar van oudsher op grote schaal migrerende trekvogels werden gestrikt, waar hij een beschermd vogelpark van maakte.
- Witte Grot, een druipsteengrot.
- Arco Naturale, de natuurlijke boog aan de oostkant.
- Villa Malaparte, een modernistische villa aan de oostkant.

## Verkeer en vervoer

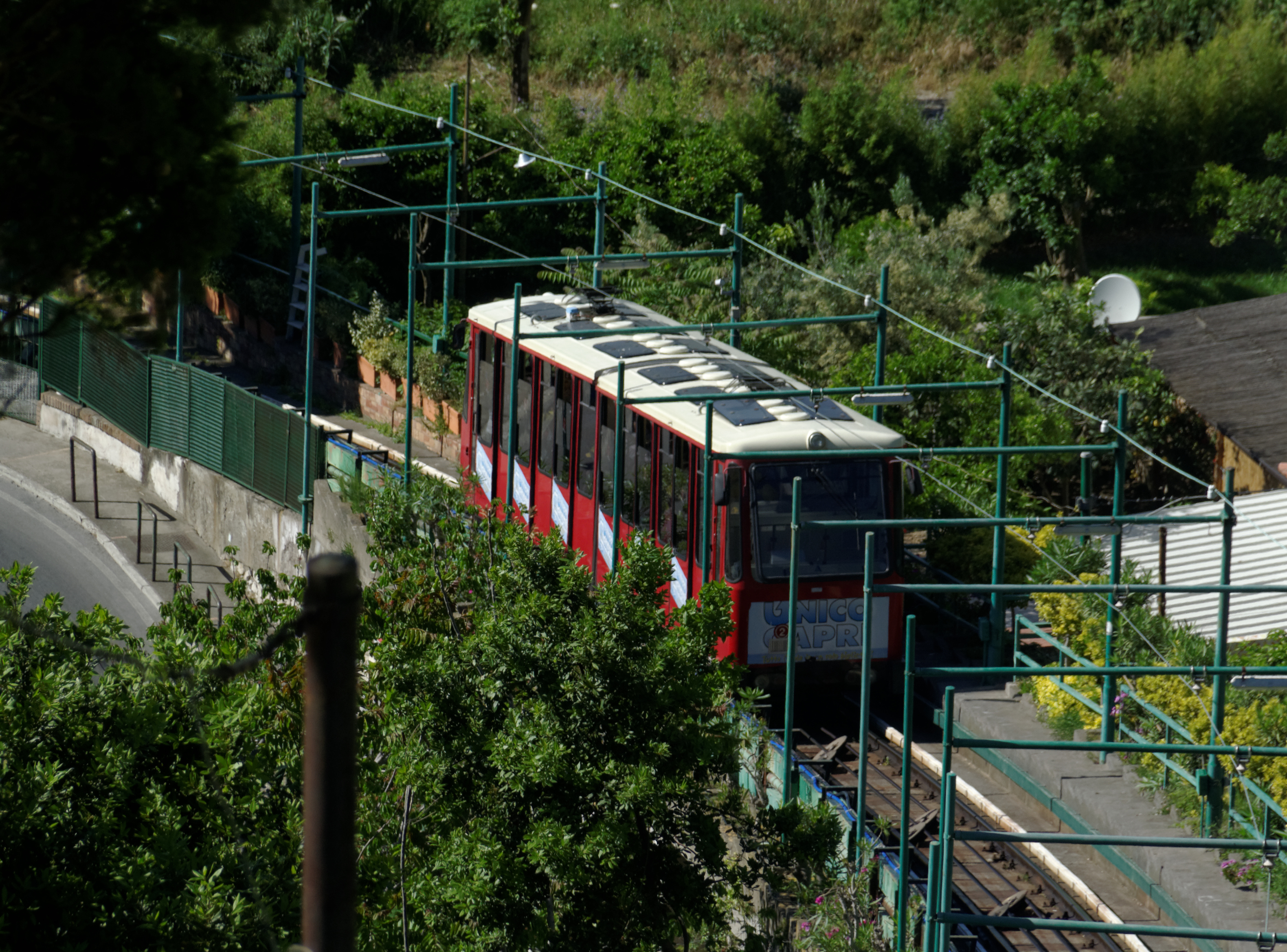
De funicolare

Capri is bereikbaar met een veerverbinding en draagvleugelboot vanaf Napels vanuit de havens Mergellina en Molo Beverello, Sorrento, Positano en Amalfi. Ook zijn er mogelijkheden vanaf haven van de Golf van Napels en het schiereiland van Sorrento. Vanaf Napels duurt de overtocht per veerboot circa 80 minuten en met de draagvleugelboot 40 minuten. Vanaf Sorrento duurt het circa 40 minuten terwijl de draagvleugelboot er circa 20 minuten over doet.
Vanuit de haven Marina Grande is er een kabelspoorweg (Funicolare) naar de erboven gelegen stad Capri. Vanaf Anacapri is een stoeltjeslift naar de Monte Solaro. De typische Capreser taxi's zijn uitgevoerd als cabriolet met een stoffen dakje erboven.
De dichtstbijzijnde luchthavens zijn de Luchthaven Napels en Luchthaven Salerno Costa d'Amalfi in Salerno.

## De Capreser keuken
Naar het eiland zijn een aantal gerechten genoemd, zoals de:
- Insalata caprese
- Torta Caprese

## Galerij

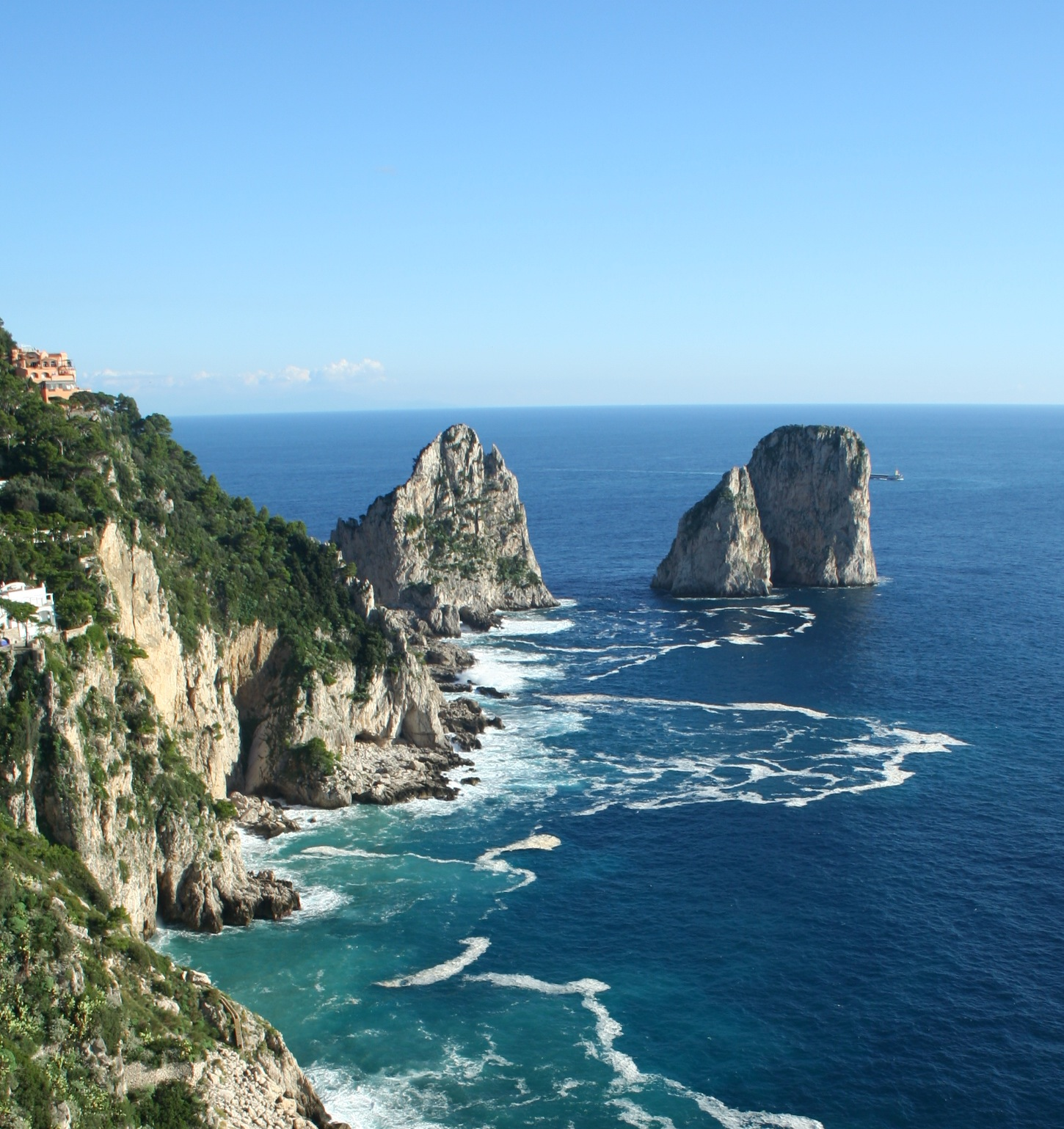
Faraglioni
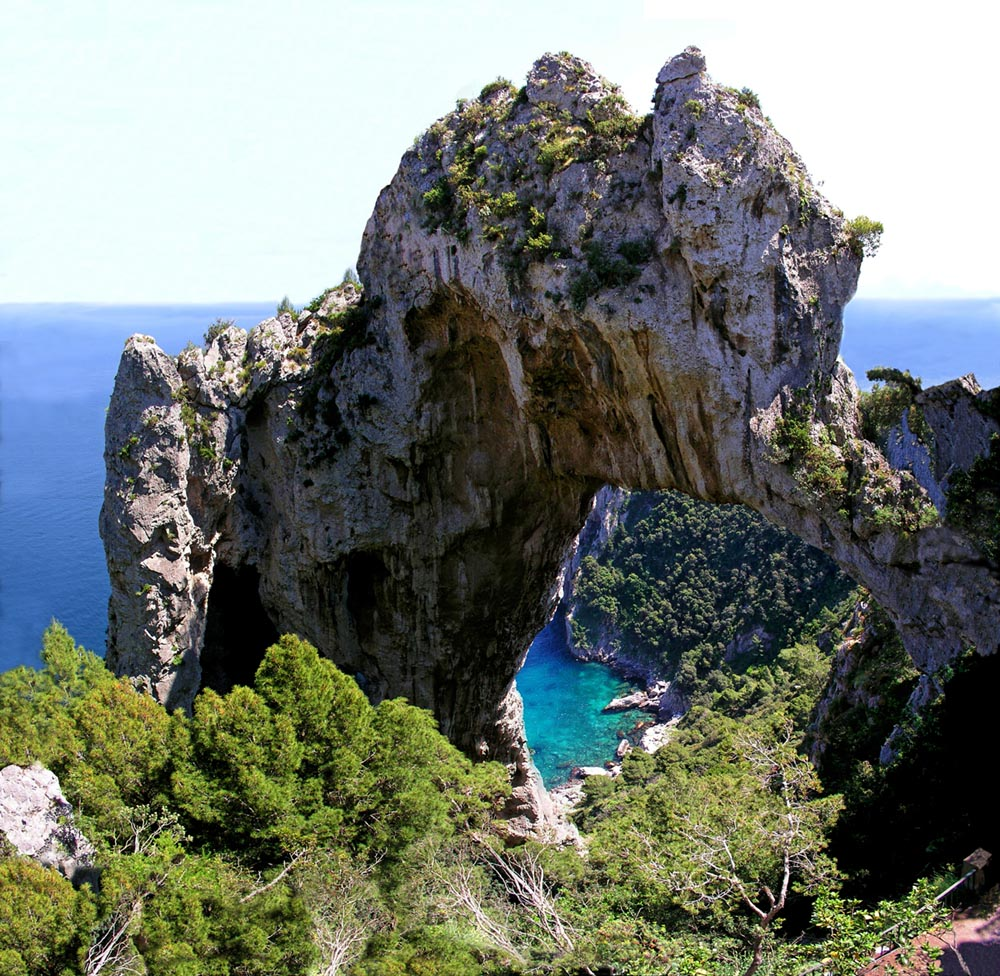
Arco Naturale
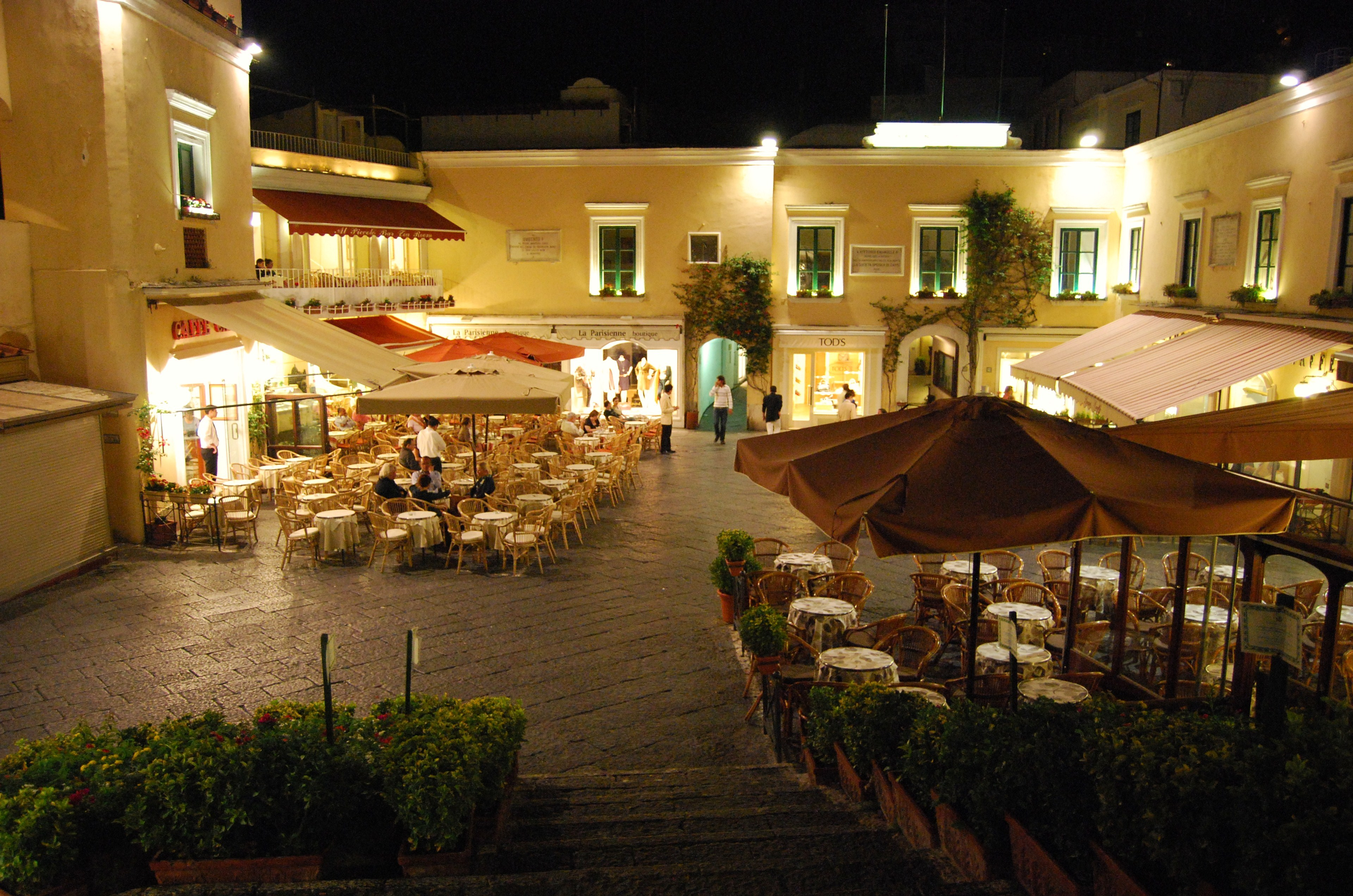
Piazza Umberto I (La piazzetta) in Capri stad
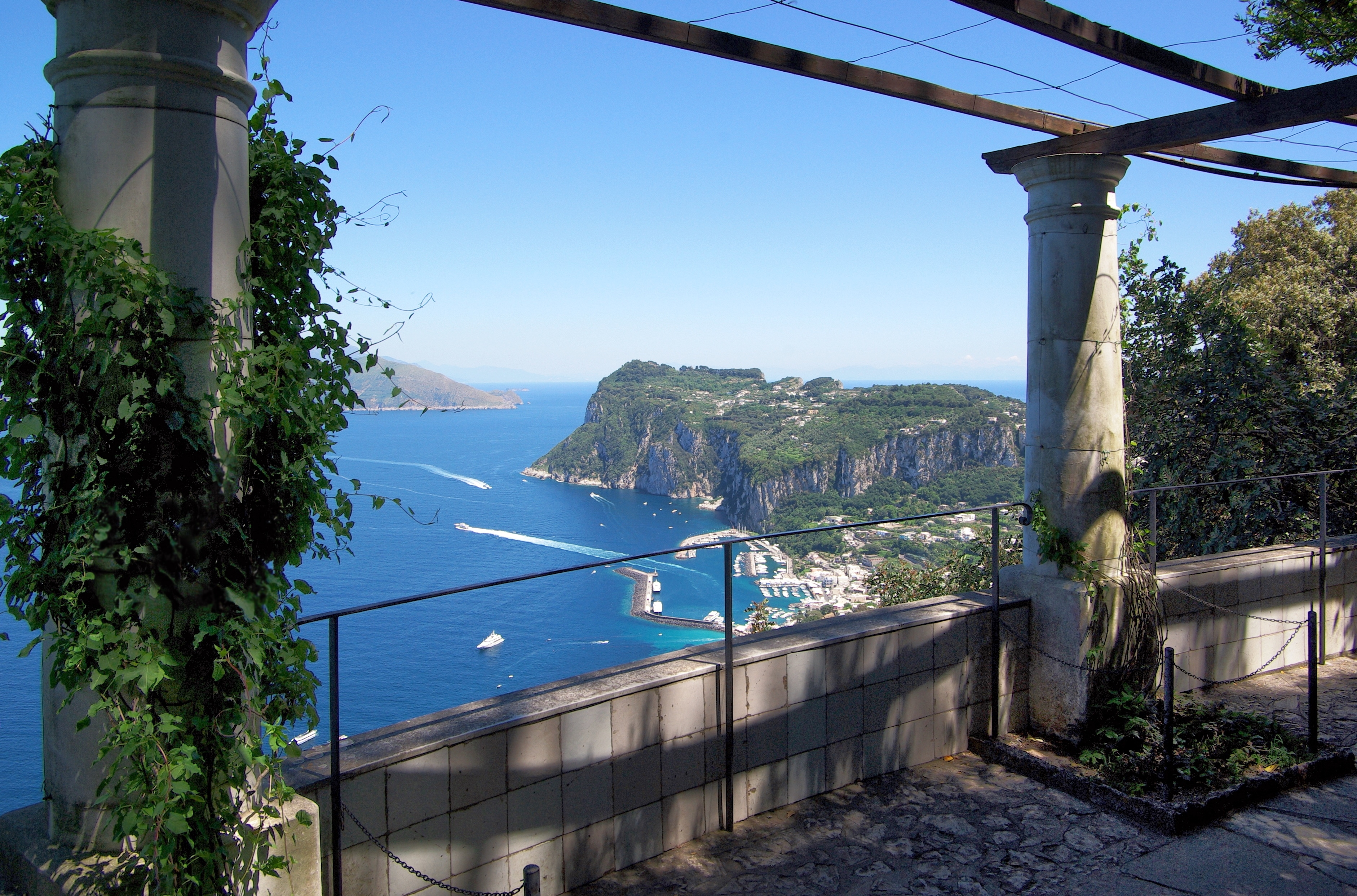
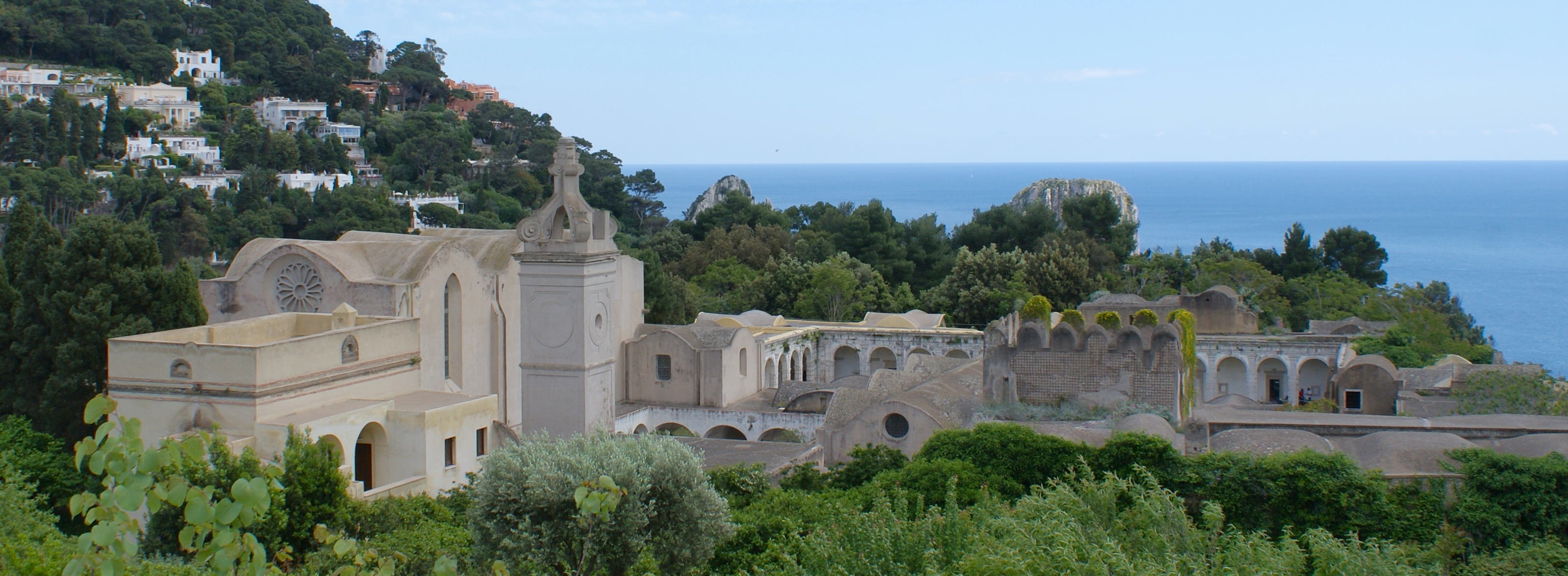
Certosa di San Giacomo
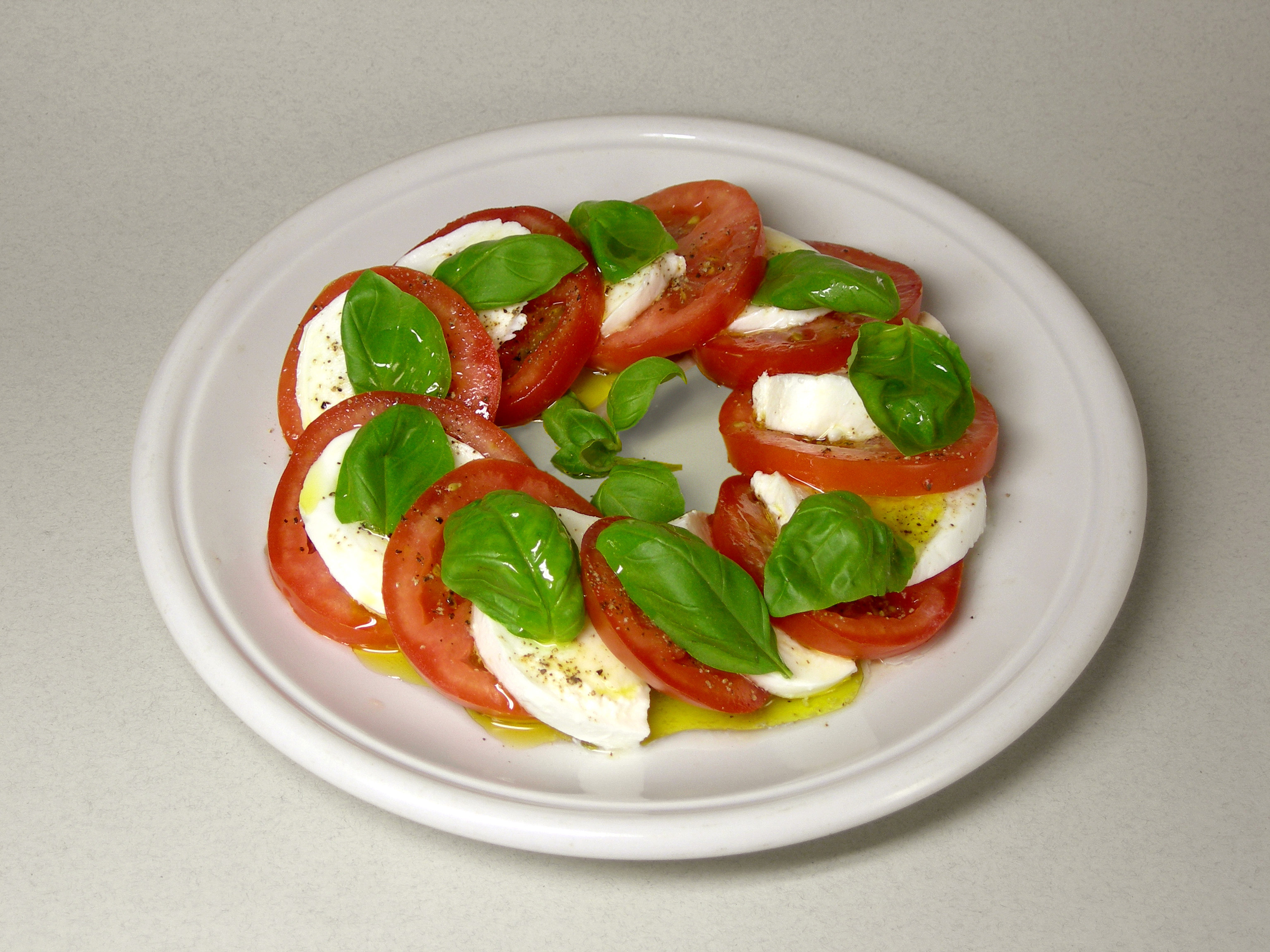
Insalata caprese